# Meharisten

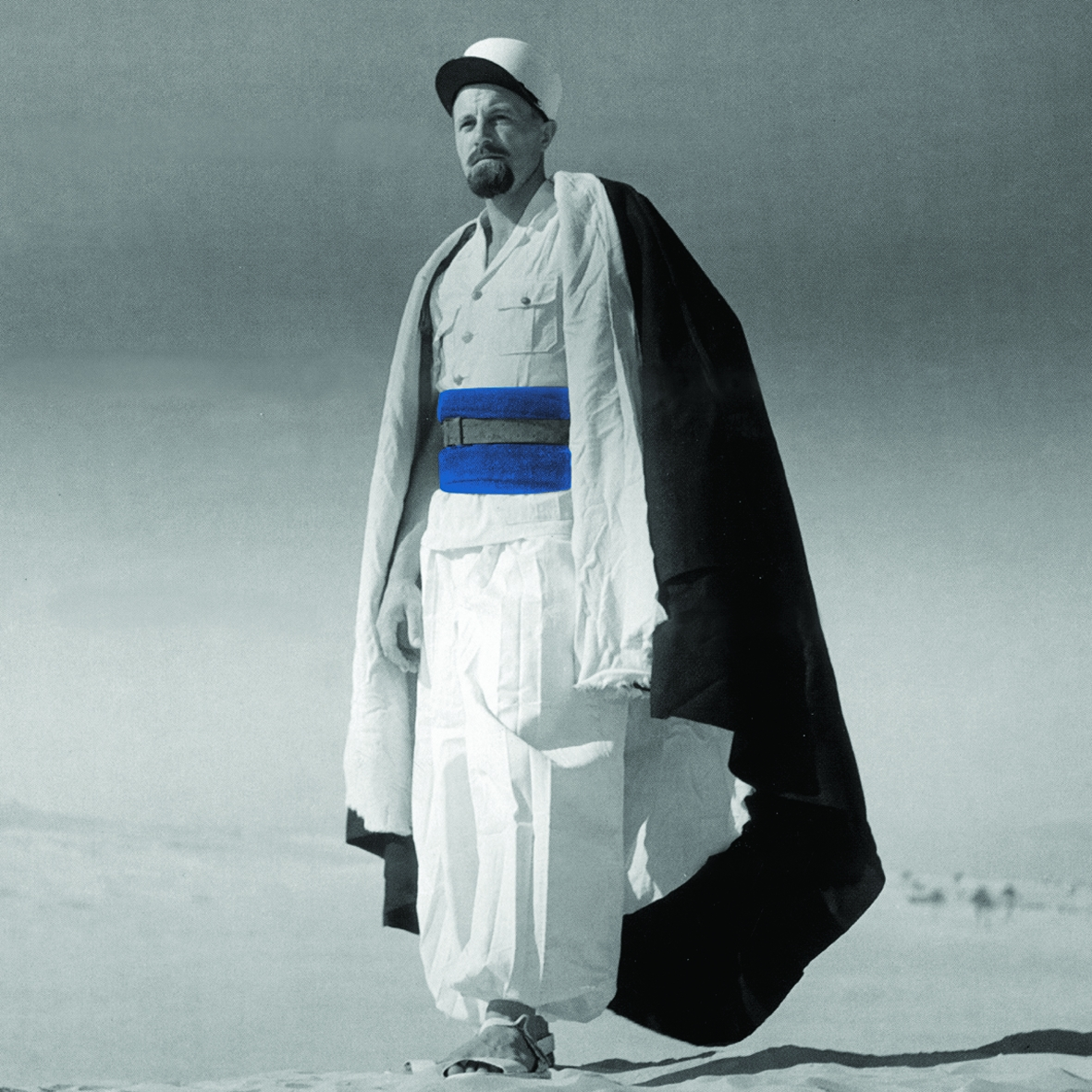
Een Meharist van het Frans Vreemdelingenlegioen.

De Meharisten waren van oorsprong Franse legionairs op kamelen en dromedarissen, in dienst van het Franse koloniale rijk in Afrika. De naam betekent vrij vertaald 'kamelencavalerie'. De term wordt vandaag de dag echter ook voor andere militaire eenheden gebruikt.
De Meharisten speelden een belangrijke rol bij de ontdekking van de Sahara.

## Geschiedenis
De Fransen richtten de Meharisten op in 1902, als onderdeel van de Armée d'Afrique in de Sahara. Ze vervingen de reguliere eenheden van Algerijnse Sipahi en tirailleurs. De eerste Meharisteneenheid bestond uit soldaten gerekruteerd bij de Chaambanomaden.
Vanwege hun banden met de lokale nomaden en flexibele techniek, waren de Meharisten een effectieve manier om de woestijn te bewaken. Een soortgelijk kamelenkorps werd later opgericht om in de zuidelijke Sahara te patrouilleren. Vanaf de jaren 30 van de 20e eeuw vormden de Meharisten onderdeel van de Compagnies Sahariennes, waar ook de gemotoriseerde troepen in Afrika en het Frans Vreemdelingenlegioen onder vielen. Na de oprichting van een Frans mandaat in Syrië in 1920, werden ook daar drie Meharisteneenheden opgericht.
Tijdens de Tweede Wereldoorlog dienden de Meharisten in de strijd tegen de Asmogendheden in onder andere Zuid-Tunesië en Fezzan. Aan het eind van de oorlog hernamen de Meharisten net als het Compagnies Sahariennes hun taak als woestijnpolitie. Tijdens de Algerijnse Oorlog bleef het relatief rustig in de Sahara, behalve een incident op 17 oktober 1957, waarbij 60 Meharisten nabij Timimoun in opstand kwamen tegen hun Franse bevelhebbers.
De Meharisten bleven in dienst, totdat de Fransen zich in 1962 terugtrokken.

## Uniform
De Meharisten droegen witte of blauwe gewaden (gandourah), met tulbanden, een wijde zwarte broek (seroual) en sluiers. Verder bevatte het uniform twee rode sjerpen; een rond het middel en een kruislings over de borst.